# 89-я бригада специального назначения «Оз»
89-я бригада специального назначения «Оз» (ивр. חטיבת עוז‎) — пехотная бригада специальных операций Армии обороны Израиля, относящаяся к сухопутным войскам Израиля. Была создана в 2015 году слиянием трёх спецподразделений АОИ, которые теперь входят в неё структурными подразделениями: Маглан, Эгоз и Дувдеван. Входит в 98-ю воздушно-десантную дивизию «Ха-Эш».

## История
Бригада «Оз» является детищем генерал-лейтенанта Гади Айзенкота и стало воплощением практических уроков, извлечённых в ходе операции «Нерушимая скала» летом 2014 года и Второй ливанской войны в 2006 году. По словам командира 98-й дивизии, бригада это не только объединение элитных подразделений пехотных войск Израиля под единым командованием, но и тот орган, который, как ожидается, будет руководить оперативным и тактическим мышлением для создания новой доктрины военных действий. Кроме того, новая бригада предназначена для обеспечения подразделений специальных операций ранее отсутствующим «центром тяжести».
Концепция бригады «коммандос» была разработана начальником штаба Армии обороны Израиля Гади Айзенкотом во время разработки 5-летнего военного плана. Считается, что новая бригада проводит новые параллели между израильским спецназом и 75-м полком рейнджеров Армии США.
Другие подразделения специальных операций: Сайерет Маткаль, Шайетет 13, Шальдаг, 669, Окец и Яалом будут продолжать работать независимо друг от друга.
С 6 июля 2015 года начальник Генерального штаба поручил полковнику Давиду Зинни создать бригаду специального назначения. Бригада была официально создана 27 декабря 2015 года, и Зинни стал её первым командиром. В феврале 2016 года бригада завершила первые в своей истории бригадные учения, а в ноябре 2016 года процесс преобразования отдельных подразделений в оперативную бригаду был завершён. В июне 2017 года бригада провела обширные международные учения на Кипре.

## Структура
89-я бригада состоит из трёх (ранее четырёх) подразделений специальных операций Армии Обороны Израиля. У бригады был четвёртый батальон, теперь уже несуществующий отряд 845, или «Римон», подразделение по операциям в пустыне, которое было поглощено Магланом 27 июня 2018 года.
- 212-й батальон спецопераций «Маглан»
- 217-й батальон спецопераций «Дувдеван»
- 621-й батальон спецопераций «Эгоз»

## Символика
Со времени создания бригады солдаты различных подразделений в бригаде носили береты тех бригад, из которых они прибыли (Маглан и Дувдеван — красный берет, Эгоз — коричневый берет, Римон — фиолетовый берет). В апреле 2018 года было принято решение о том, что цвет берета всех подразделений бригады будет заменён на красный, для того, чтобы создать единую идентичность для всех бойцов бригады Оз.
Эмблема, выбранная для новой бригады, изображает еврейскую букву «Куф» (ивр. ק‎), первую букву в еврейском слове «Коммандос» (ивр. קומנדו‎), состоящую из ножа коммандос, поднимающегося из моря, и двуглавой стрелы над ним. Он символизирует особое предназначение бригады и её мобильности по воздуху, по суше или по морю.

## Командиры бригады
| Имя          | Период                  | Комментарий                                                                 |
| ------------ | ----------------------- | --------------------------------------------------------------------------- |
| Давид Зини   | 2015 — 2017             | Основатель бригады и её первый командир. В дальнейшем командир дивизии Идан |
| Ави Блут     | 2017 — 2018             | В дальнейшем генерал-майор (алуф)                                           |
| Коби Хеллер  | 2018 — 2021             | В дальнейшем командир 146-й бронетанковой дивизии «Ха-Мапац»                |
| Мени Либерти | август 2021 — июнь 2023 |                                                                             |
| Омер Коэн    | июнь 2023 — апрель 2025 |                                                                             |
| Ш. (и. о.)   | апрель 2025 — июнь 2025 |                                                                             |
| М.           | с июня 2025             |                                                                             |